# Wranich Antal
Wranich Antal (horvátul: Antun Vranić, kaj-horvátul: Anton Vranič) (Károlyváros, 1764. k. – Šipak, Draganić mellett, 1820. augusztus 13.) horvát katolikus pap, író, műfordító.
Papként egy Jasztrebarszka melletti plébánián élt mindvégig. A károlyvárosi kerület helyettes esperese is volt. Őt tartják számon a Robinson Crusoe c. angol regény első horvát fordítójaként. Voltaképpen a kaj-horvát irodalmi nyelvre fordította le a regény rövidített, német nyelvű változatát, amelyet kisgyermekek és tanítóik számára készített Joachim Heinrich Campe 1779-ben.
Másik legjelentősebb műve, amely nyomtatásban nem jelent meg, a Zsoltárok könyvének fordítása kaj-horvátul. Ezt Verhovácz Miksa zágrábi püspök megbízásából készítette, aki teljes horvát nyelvű Bibliát szándékozott kiadni, de a program a püspök halálával megakadt.

## Művei
- Mlaissi Robinzon: iliti Jedna kruto povolyna, y hasznovita pripovezt za detczu (Az ifjabb Robinson avagy egy roppant illő és hasznos történet gyermekek számára), 1796
- Arfa Davidova to jezt Soltári Szvetoga piszma poleg Vulgáte (Dávid hárfája azaz a Szentírás zsoltárjai a Vulgata alapján), 1816

## Külső hivatkozások
- Vranić, Antun (enciklopedija.hr)